# Sybil Smolova
Sybil Smolova, född 1900 i Prag, var en skådespelare aktiv emellan 1910 och 1930-talet.

## Filmografi (urval)
- 1933 - Anna und Elisabeth
- 1924 - Gott, Mensch und Teufel
- 1920 - Die Geheimnisse von New York
- 1917 – I mörkrets bojor
- 1916 – Vägen utför
- 1915 - Der Zeitungsriese